# Campagne du Sud de l'Ukraine
Invasion de l'Ukraine par la Russie
Batailles
Offensive de Kiev (Jytomyr, Kiev) : 
- 1re Hostomel
- Tchernobyl
- Ivankiv
- Kiev
- 2e Hostomel
- Vassylkiv
- Boutcha
- Irpin
  - Bombardement de réfugiés
- Jytomyr
- Mochtchoun
- Makariv
- Brovary

Offensive du Nord (Tchernihiv, Soumy) :
- Hloukhiv
- Slavoutytch
- Bombardements
- Soumy
- Trostianets
- Tchernihiv
- Okhtyrka
- Lebedyn
- Konotop
- Romny
- Desna
- Escarmouches frontalières

Russie  (Briansk, Belgorod) :
- Incursions en Russie occidentale
  - Oblast de Briansk
  - Oblasts de Belgorod et de Koursk
    - Incursions de 2024

  - Bombardement de Belgorod
- Oblast de Koursk (août 2024)

Campagne de l'Est (Donetsk, Louhansk, Kharkiv)
Kharkiv :
- 1re Kharkiv
  - Tchouhouïv
  - Bombardements : en février
  - en mars
  - en avril
  - du bâtiment administratif
- Izioum
- 2e Kharkiv
  - Balaklia
  - 1re Koupiansk
  - Chevtchenkove
- 3e Kharkiv

Nord du Donbass:
- Starobilsk
- Sloviansk
  - Dovhenke
  - 1re Lyman
  - Sviatohirsk
  - Bohorodychne et Krasnopillia
  - Bombardements : Bilohorivka
  - Kramatorsk
- Sievierodonetsk
  - Kreminna
  - Donets
  - Roubijné
  - Popasna
  - Tochkivka
  - Massacre
- Lyssytchansk
- 2e Kharkiv
  - Balaklia
  - 1re Koupiansk
  - Chevtchenkove
  - 2e Lyman
- Oblast de Louhansk
  - Ligne Svatove-Kreminna
  - Serebryansky
  - 2e Koupiansk

 Centre du Donbass:
- Horlivka
- Popasna
- Svitlodarsk
- Bakhmout
  - Soledar
- Siversk
- Tchassiv Iar
- Toretsk

Sud du Donbass :
- Volnovakha
- Marioupol
  - Bombardements : de l'hôpital
  - du théâtre
  - de l'école d'art
- Pisky
- Vouhledar
  - Pavlivka
- Marïnka
- Contre-offensive de 2023
- Avdiïvka
- Novomykhaïlivka
- Pokrovsk
  - Krasnohorivka
  - Toretsk
- Bombardements :
- Makiïvka
- Donetsk

Campagne du Sud (Mykolaïv, Kherson, Zaporijjia)
- 1re Kherson
- Odessa
- Melitopol
- Mykolaïv
  - Bombardements : à fragmentation
  - du bâtiment administratif
- 1re Berdiansk
- Zaporijjia
- Tchornobaïvka
- Enerhodar
- Voznessensk
- Houliaïpole
- Davydiv Brid
- 2e Berdiansk
- Nova Kakhovka
- 2e Kherson
  - Doudtchany
- Dniepr
- Tchoulakivka
- Contre-offensive de 2023
  - Robotyne

Frappes aériennes dans l'Ouest et le Centre de l'Ukraine
- Lviv (02/2022)
- Vinnytsia (03/2022)
- Yavoriv (03/2022)
- Deliatyne (03/2022)
- Dnipro

Guerre navale
- Île des Serpents (02/2022)
- Moskva (04/2022)

Attaques en Crimée
- Novofedorivka (08/2022)
- Djankoï (08/2022)
- Pont de Crimée (10/2022)
- Base navale de Sébastopol (10/2022)
- Pont de Crimée (07/2023)
- Base navale de Sébastopol (09/2023)

Débordement
- Aéroport de Millerovo
- Sabotages en Russie
- Attaques en Transnistrie
- Sabotage des gazoducs Nord Stream
- Terrain d'entraînement militaire de Soloti
- Explosions en Pologne
- Bases aériennes de Dyagilevo et Engels-2
- Base aérienne de Minsk-Matchoulichtchi
- Crise russo-moldave de 2023
  - Accusations de tentative de coup d'État en Moldavie
- Incident de drone de 2023 en mer Noire
- Rébellion du groupe Wagner

Massacres
- Tchernihiv
- Boutcha
- Borodianka
- Olenivka
- Izioum

La campagne du sud de l'Ukraine est un théâtre d'opérations lors de l'invasion russe de l'Ukraine. Depuis leur base en Crimée annexée par la Russie, les forces armées russes ont attaqué les provinces (oblasts) de Kherson, de Mykolaïv et de Zaporijjia dans le sud de l'Ukraine et engagé les Forces armées ukrainiennes le 24 février 2022.
La ville de Kherson est conquise en mars 2022 après quelques jours de combat. Elle sera la seule capitale administrative d'un oblast occupée par les russes jusqu'à sa libération en novembre 2022, à la suite d'une contre-offensive ukrainienne.
Des éléments russes de l'offensive du Sud unissent leurs forces à des éléments de l'offensive de l'Est pour encercler et bombarder conjointement la ville de Marioupol, qui tombe en mai 2022 après plusieurs mois de siège.

## Contexte
À la suite de l'annexion de la Crimée par la Russie après la révolution ukrainienne de Maïdan de 2014, les tensions sont restées vives entre le gouvernement ukrainien, soutenu par la communauté internationale, et Moscou. Au cours des mois qui précèdent l'invasion russe de 2022, les Forces armées de la fédération de Russie organisaient des exercices de masse à la frontière ukrainienne. Ces exercices regroupant des milliers de soldats russes inquiètent les Ukrainiens, ainsi que certains États ; le 10 février, le Président Biden demande l'évacuation des citoyens américains. La Crimée est renforcée de dix-mille combattants russes par ces exercices.

## Ordre de bataille

### Déploiement initial (24 février 2022)

#### Russie
District militaire sud
- Armée de terre russe
  -  8e armée combinée
    -  20e division de fusiliers motorisés de la Garde
      - 33e régiment de fusiliers motorisés
      - 255e régiment de fusiliers motorisés de la Garde
      - 944e régiment d'artillerie automoteur

  -  49e armée combinée (Oblast de Kherson et de Mykolaïv)
    -  34e brigade de fusiliers motorisés de montagne[9]
    -  205e brigade de fusiliers motorisés[10]
    -  7e base militaire[11]
    -  439e brigade d'artillerie de missiles de la Garde[12]
    -  227e brigade d'artillerie[13],[14]

  -  58e armée combinée (Oblast de Zaporijjia)
    -  42e division de fusiliers motorisés de la Garde[15]
      - 42e division de fusiliers motorisés de la Garde[16]
      -  71e régiment de fusiliers motorisés de la Garde
      - 291e régiment de fusiliers motorisés de la Garde[17]
      - 50e régiment d'artillerie automoteur

    -  19e division de fusiliers motorisés[18]
      - 429e régiment de fusiliers motorisés[19]
      - 503e régiment de fusiliers motorisés de la Garde
      - 693e régiment de fusiliers motorisés
      - 292e régiment d'artillerie automoteur

    -  136e brigade de fusiliers motorisés de la Garde[20]
    -  291e brigade d'artillerie[20]
    - 12e brigade de missiles

  -  Infanterie de marine
    -  Flotte de la mer Noire[21]
      -  22e corps d'armée[22]
        -  126e brigade de défense côtière de la Garde[23]
        - 127e brigade de reconnaissance[24]
        - 8e régiment d'artillerie

      -  810e brigade d'infanterie navale[25]

 Troupes aéroportées de la fédération de Russie
- 7e division d'assaut aéroporté de la Garde[26]
  -  56e régiment d'assaut aéroporté de la Garde[27]
  -  108e régiment d'assaut aéroporté de la Garde[28]
  -  247e régiment d'assaut aéroporté de la Garde[29]
- 11e brigade d'assaut aéroporté de la Garde[30]

 Marine russe
- Flotte de la mer Noire[21]
  - Croiseur :
    - Moskva

  - Frégates :
    - Amiral Essen
    - Amiral Grigorovitch
    - Amiral Makarov

  - Navires lances-missiles :
    - Corvettes de la classe Tarentul (projet 1241) (5)
    - Corvettes de la classe Bouïan (projet 2163) (4)

  - Péniches de débarquement :
    - Saratov (BDK-65)
    - Orsk
    - Nikolaï Filchtenkov
    - Tsezar Kounikov
    - D-106
    - BK-16

 Armée de l'air russe
- 4e armée de l'air et des forces de défense aérienne
  - 1re division d'aviation mixte de la Garde
  - 27e division d'aviation mixte
  - 55e régiment indépendant d'hélicoptères
  - 487e régiment indépendant d'hélicoptères

#### Ukraine
Forces armées ukrainiennes :
- Armée de terre ukrainienne
  -  26e brigade d'artillerie
  -  28e brigade mécanisée[31]
  -  40e brigade d'artillerie
  -  59e brigade motorisée[32]
  - 143e bataillon de reconnaissance

- Forces d'assaut aérien ukrainiennes
  -  79e brigade d'assaut aérien (en réserve)
  -  80e brigade d'assaut aérien[33]
- Infanterie navale ukrainienne
  -  35e brigade d'infanterie navale[34]
  -  406e brigade d'artillerie navale
- Force de défense territoriale
  -  110e brigade de défense territoriale (Zaporijia)
  -  123e brigade de défense territoriale(Mykolaiv)
  -  124e brigade de défense territoriale(Kherson)
- Troupes du génies ukrainiennes
  -  48e brigade du génie
- Forces logistiques ukrainiennes (uk)
  -  145e régiment de réparation et restauration (uk)
- Force aérienne ukrainienne
  -  7e brigade d'aviation tactique
  -  299e brigade d'aviation tactique
  -  18e brigade d'aviation de l'armée[35]
- Marine ukrainienne
  -  29e division de navire de surface

 Ministère de l'Intérieur :
- Garde nationale de l'Ukraine
  -  15e brigade opérationnelle
  -  16e bataillon séparé
  -  2e bataillon de protection des installations importantes
- Patrouille de police spéciale
  -  Bataillon de police Mykolaiv
- Service national des gardes-frontières d'Ukraine
  -  Détachement Kherson

### Unités supplémentaires déployées à partir d'avril 2022

#### Russie
Après l'échec de la prise de Kyïv, et le retrait russe des oblasts de Kyïv, de Tchernihiv et de Soumy, plusieurs unités ont été repositionnées en renfort dans les oblasts de Mykolaïv et de Kherson.
 Troupes aéroportées de la fédération de Russie
- 76e division d'assaut aéroportée (retirée puis redéployée en septembre 2023 dans l'oblast de Zaporijjia[37],[38]
  -  104e régiment d'assaut aérien de la Garde
  -  234e régiment d'assaut aéroporté de la Garde
  -  237e régiment d'assaut aéroporté de la Garde
  -  1140e régiment d'artillerie de la Garde
- 98e division aéroportée de la Garde[39]
  -  217e régiment aéroporté de la Garde
  -  331e régiment aéroporté de la Garde
  -  1065e régiment d'artillerie de la Garde
- 31e brigade d'assaut aéroportée de la Garde[40]
- 45e brigade Spetsnaz de la Garde[40]
- 83e brigade d'assaut aéroporté de la Garde[40]

 Armée de terre russe
- 5e armée combinée (Oblast de Zaporijjia)
  - 127e division de fusiliers motorisés[41]
    - 114e régiment de fusiliers motorisés
    - 143e régiment de fusiliers motorisés
    - 394e régiment de fusiliers motorisés[42],[43]
    - 218e régiment de chars
    - 872e régiment d'artillerie automotrice

  - 60e brigade de fusiliers motorisés[41]
  -  305e brigade d'artillerie
- 35e armée combinée[44] (initialement devant Kyïv, redéployée autour de Izioum en mai 2022, puis sur le front sud en septembre 2022)
  -  64e brigade de fusiliers motorisés de la Garde[45]
  -  38e brigade de fusiliers motorisés de la Garde[46]
  - 165e brigade d'artillerie
- 36e armée combinée (initialement devant Kyïv, redéployée autour de Izioum en mai 2022, puis sur le front sud en septembre 2022)
  -  5e brigade de chars
  -  37e brigade de fusiliers motorisés de la Garde[41]
  - 69e brigade de couverture
- 1er corps d'armée
  - 95e régiment de fusiliers motorisés (ancien 123e régiment)
  - 125e régiment de fusiliers motorisés[47]

 Marine russe
- Flotte de la Baltique
  -  336e brigade d'infanterie navale de la Garde[43]

Après la contre-offensive ukrainienne de Kherson et le retrait des troupes russes de la rive occidentale du Dniepr, la majorité des troupes aéroportées russes VDV sont retirées de l'ensemble du front sud à l'exception des 31e et 45e brigade d'assaut qui se positionnent dans l'oblast de Zaporijjia. La 98e division, la 31e et 83e brigade sont déployées à Louhansk puis Bakhmout en mai 2023. La 49e armée combinée et le 22e corps d'armée restent dans l'oblast de Kherson, sur la rive orientale du Dniepr, la 58e armée dans l'oblast de Zaporijjia tandis que la 20e division est redéployée dans le Donbass

#### Ukraine
Forces armées ukrainiennes :
- Armée de terre ukrainienne
  -  17e brigade de chars
  -  24e brigade mécanisée
  -  44e brigade d'artillerie
  -  57e brigade motorisée
  -  60e brigade mécanisée[48]
  -  61e brigade de chasseurs
  -  63e brigade mécanisée[49]
  -  65e brigade mécanisée
  -  128e brigade d'assaut de montagne
- Forces d'assaut aérien ukrainiennes
  -  46e brigade aéromobile[50]
- Force de défense territoriale
  -  102e brigade de défense territoriale
  -  108e brigade de défense territoriale
  -  126e brigade de défense territoriale
  -  128e brigade de défense territoriale
  -  129e brigade de défense territoriale

Après le succès de la contre-offensive de Kherson et le retrait des troupes russes de la rive occidentale du Dniepr, la quasi-totalité des brigades mécanisées et aéroportées sur la rive occidentale du Dniepr sont redéployées dans le Donbass.

### Unités déployées en 2023

#### Russie
- BARS
  - BARS-1
  - BARS-3
  - BARS-4
  - BARS-11
  - BARS-14 "Sarmat"
  - BARS-21
  - BARS-Kherson
  - BARS-32 "Pavel-Sudoplatov"
  - BARS-33 "Vasyl Mergalov"
  - BARS-Krym
- Troupes territoriales (crées en mars 2023):
  - 214e régiment de chars
  - 359e régiment de fusiliers motorisés
  - 385e régiment de fusiliers motorisés
  - 387e régiment de fusiliers motorisés
  - 404e régiment de fusiliers motorisés
  - 1199e régiment de fusiliers motorisés
  - 1152e régiment de fusiliers motorisés
  - 1233e régiment de fusiliers motorisés
  - 1253e régiment de fusiliers motorisés
  - 1430e régiment de fusiliers motorisés
  - 1445e régiment de fusiliers motorisés

 Garde nationale de Russie
- 246e bataillon motorisés "Yug-Akhmat"

#### Ukraine
Forces armées ukrainiennes :
- Armée de terre ukrainienne
  -  Brigade présidentielle
    - 3e bataillon

  -  23e brigade mécanisée
  -  31e brigade mécanisée
  -  33e brigade mécanisée
  -  47e brigade d'artillerie
  -  116e brigade mécanisée
  -  117e brigade mécanisée
  -  118e brigade mécanisée
- Forces d'assaut aérien ukrainiennes
  -  71e brigade de chasseurs
  -  82e brigade d'assaut aérien
- Infanterie navale ukrainienne
  -  37e brigade de marine
  -  38e brigade de marine

 Ministère de l'Intérieur :
- Garde nationale de l'Ukraine
  -  3e brigade Spartan
  - 14e brigade Chervona Kalyna
  -  15e brigade Kara-Dag

## Déroulement

### Capture du sud de l'oblast de Kherson par les Russes

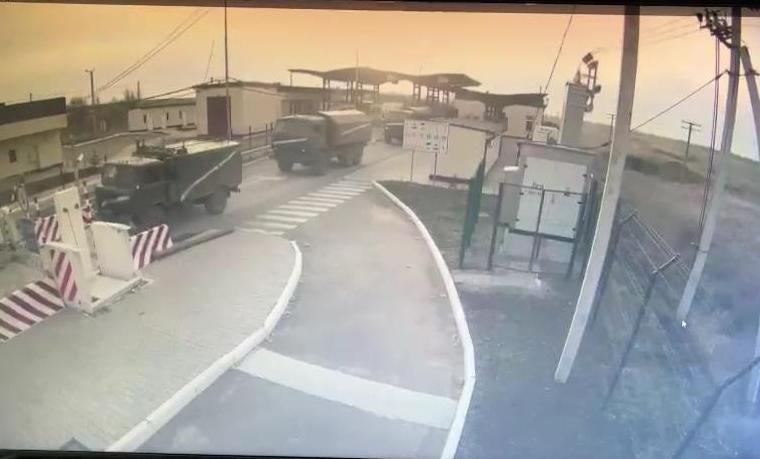
Image de vidéosurveillance montrant des véhicules russes traversant la frontière depuis la Crimée.

Le matin du 24 février, après l'annonce par Poutine du début d'une « opération militaire spéciale » en Ukraine, des explosions ont lieu partout dans le pays, notamment à Kherson. Les gardes-frontières ukrainiens révèlent l'invasion en publiant une vidéo montrant des véhicules blindés traverser la frontière depuis la Crimée,.
La flotte russe a mis en place un blocus maritime empêchant tout navire de commerce d'atteindre les côtes ukrainiennes. L'île des Serpents est attaquée et prise par des bâtiments russes,. En réaction, le gouvernement ukrainien interdit la circulation de navires en mer d'Azov. Le soir, les forces ukrainiennes ont stoppé les russes sur le pont autoroutier d'Antonivka, à Kherson. Selon le gouverneur de l'oblast de Mykolaïv, Vitaliy Kim, des renforts ont été dépêchés. L'objectif serait d'empêcher les Russes de transférer leurs troupes sur la rive droite du fleuve Dnipro. La bataille de Kherson est lancée.
Les forces russes avancent vers Nova Kakhovka. La ville de Mélitopol est prise par les troupes russes à 6 h 0 (GMT).
La ville de Kherson n'est alors pas tombée ; les Russes seraient toujours bloqués derrière le pont autoroutier d'Antonivka. Plusieurs pertes civiles et militaires sont à déplorer.
Un débarquement par la mer d'Azov près de la ville de Marioupol est rapporté par le Pentagone. Il s'agirait de plusieurs milliers de soldats dépêchant dans l'est du pays des forces vraisemblablement plus aguerries que celles présentes au Nord.
À 19 h 11 (UTC+2) le 26 février, le maire d'Olechky, Yevhen Rychtchouk,  annonce que les combats s'étant déroulés dans la journée ont eu pour conséquence de détruire un gazoduc près du village de Sahy (ru), privant de gaz les habitants d'Olechky, de Solontsi (uk) et d'Hola Prystan. Selon lui, la gravité des dégâts rend impossible la reconstruction du gazoduc aussi longtemps que les combats se poursuivront.
Le lendemain, 27 février, les autorités russes affirment avoir encerclé la ville de Kherson. Le ministère de la Défense russe soutient que « la ville de Guenitchesk et l'aérodrome de Tchernobaïevka près de Kherson ont également été pris sous contrôle »,.

### Avance russe dans le nord de l'oblast de Kherson, l'est de l'oblast de Mykolaïv et l'ouest de l'oblast de Zaporijjia
Le 28 février, selon le ministère russe de la Défense, les forces russes ont capturé la ville d'Enerhodar, ainsi que les environs de la centrale nucléaire de Zaporijjia. Ces informations sont réfutées par le maire de la ville, Dmitri Orlov,. Une vidéo publiée ultérieurement montre des civils locaux empêchant un convoi russe d'entrer à Enerhodar en érigeant des barricades, les forçant au repli.
Les responsables ukrainiens accusent les forces russes d'utiliser des civils rassemblés dans des villages autour de Kherson comme boucliers humains afin de pouvoir traverser un pont stratégique vers Kherson.
Au petit matin du 1er mars, les forces russes débutent leur attaque de Kherson par l'ouest, avançant depuis l'aéroport international de Kherson vers l'autoroute de Mykolaïv. Ils parviennent à encercler la ville et atteindre le village voisin de Komychany. Plus tard dans la journée, les forces russes font leur entrée à Kherson.
Le maire de Melitopol, Ivan Fedorov, annonce la prise de la ville par les forces russes. L'information est confirmée par un responsable du département américain de la Défense.
Les forces russes bombardent également Bachtanka et Mykolaïv. Selon des responsables ukrainiens, un important convoi russe a été attaqué et détruit pendant la nuit près de Bachtanka, forçant l'adversaire à se retirer vers la ville voisine de Novyï Bouh. Un communiqué annonce « plusieurs dizaines de véhicules blindés [russes] détruits lors de l'attaque ». Vitaliy Kim déclare que pendant l'opération, un hélicoptère ukrainien a été détruit, mais ses pilotes ont survécu.
Les forces russes encerclent Enerhodar, oblast de Zaporijjia, avant qu'un convoi ne  pénètre dans la ville vers 14 h 0. Selon le maire, la ville rencontre des difficultés à se procurer de la nourriture.
Au petit matin du 2 mars, les forces russes conquirent des zones de Kherson, notamment la place centrale de la ville. Plus tard dans la soirée, la reddition de la ville est annoncée par Igor Kolykhaïev, qui ajoute qu'un commandant russe prévoit de mettre en place une administration militaire dans la ville.
Les forces russes bombardent dans la matinée Voznessensk et tentent par la suite de prendre la ville. Cette ville occupe une position stratégique tant pour les forces russes qu’ukrainiennes : il s'agit d'une voie d’accès, par le sud, à la centrale nucléaire de Konstantinovka, et d'une porte d’entrée, par le nord, du grand port d’Odessa.
Selon le responsable ukrainien Anton Gerachtchenko, des bombardements russes ont touché de nombreuses maisons à Marioupol, faisant quatre morts.
Dans la soirée, un missile non identifié touche le MVS Banglar Samriddhi, un cargo bangladais,  bloqué dans le port près d'Olbia (oblast de Mykolaïv) depuis le début de l'invasion, tuant un ingénieur bangladais,.
Le 3 mars, une forte résistance fait toujours rage dans le nord de l'oblast de Kherson, ainsi que dans la ville de Marioupol,. Les autorités annoncent que des centaines de civils de Marioupol ont été tués depuis le début du siège,. Le maire, Dmitri Orlov,  déclare qu'un important convoi russe est entré à Enerhodar.
Les forces russes prennent le contrôle de la centrale nucléaire de Zaporijjia. Au cours des violents combats, un incendie se déclare dans un centre de formation à l'extérieur du complexe principal, qui sera rapidement éteint.
Des volontaires locaux et des soldats ukrainiens parviennent à repousser les troupes russes de Voznessensk pendant la journée, forçant la plupart d'entre eux à se retirer à 64 km à l'est et d'autres à fuir dans les forêts voisines. Dix soldats russes seront faits prisonniers. Selon des responsables ukrainiens, les forces russes ont perdu 30 véhicules dans la bataille et plus d'une centaine de soldats. Dix civils ont été tués dans les combats.
Le 4 mars, des responsables locaux déclarent que les forces russes ont capturé une partie de la périphérie de Mykolaïv. Les forces ukrainiennes ont repris l'aéroport international de Mykolaïv, capturé par les forces russes plus tôt. Dans la matinée, les forces russes conquièrent la totalité d'Enerhodar et la centrale nucléaire à proximité.
L'Ukraine fait sauter un pont ferroviaire à la frontière avec la Transnistrie pour empêcher les 1 400 soldats russes stationnés dans ce territoire sécessionniste de la Moldavie de pénétrer en Ukraine.
Le 5 mars, Orlov déclare que les forces russes contrôlent le périmètre d'Enerhodar et la centrale électrique, tandis que les autorités locales sont autorisées à garder le contrôle du fonctionnement de la ville. Les forces russes sont brièvement entrées dans Houliaïpole (qui, selon les forces ukrainiennes, a été attaquée pendant la nuit alors qu'elles faisaient face à des bombardements et des frappes aériennes), avant d'être repoussées.
Le 7 mars, l'administration militaire régionale ukrainienne de l'oblast de Zaporijjia annonce que les forces russes ont jusqu'à présent pris le contrôle des villes de Berdiansk, Enerhodar, Melitopol, Vassylivka, Tokmak et Polohy dans cet oblast. Les Forces armées ukrainiennes déclarent avoir coulé le patrouilleur Vassili Bykov, qui a participé au bombardement de l'île des Serpents au début de l'invasion. Cette information sera plus tard démentie, lorsque le navire est photographié le 16 mars, faisant son entrée dans le port de Sébastopol sans dommage apparent.
La Force aérienne ukrainienne frappe la base aérienne militaire de l'aéroport international de Kherson dans la journée, des responsables ukrainiens affirment que plus de 30 hélicoptères russes ont été détruits. L'imagerie satellite démontre cependant un nombre inférieur.
Le 9 mars, les troupes russes pénètrent dans la ville de Skadovsk à 8 h 45. Selon des riverains, ils se sont postés sur la place centrale avant d'être chassés par des manifestants. Ils ont ensuite investi un bâtiment de la police nationale d'Ukraine avant de vandaliser le bâtiment du conseil municipal. D'après Le maire, Oleksandr Yakovlev, les soldats ont emporté des ordinateurs du bâtiment du conseil municipal en ordonnant aucun rassemblement politique pendant leur passage.
Le lendemain, l'état-major ukrainien rapporte que la Russie a déployé un bataillon de la 336e brigade d'infanterie navale de la flotte de la Baltique vers Mykolaïv. Au nord-ouest de Mykolaïv, les forces russes et ukrainiennes se sont affrontées à Voznessensk. « Les forces russes éprouvent probablement des difficultés à avancer vers le nord-ouest au-delà du fleuve Inhoul », communique l'Institut pour l'étude de la guerre.
De violents bombardements frappent Mykolaïv dans la soirée, provoquant plusieurs incendies. Vitali Kim signale « des hostilités actives près de Gourivka » au nord de la ville.

### Impasse et contre-attaques ukrainiennes
Selon le gouverneur Vitali Kim, au 11 mars, les forces ukrainiennes ont repoussé les troupes russes vers l'est de 15 à 20 kilomètres et ont également encerclé certaines unités négociant une reddition.
Le 12 mars, les forces ukrainiennes revendiquent avoir détruit deux hélicoptères russes dans le raïon de Skadovsk pendant la journée. Une vidéo est publiée sur les réseaux sociaux montrant l'un des hélicoptères détruits. Oleksandr Yakovlev déclare plus tard que Skadovsk est « libérée » de l'armée russe, celle-ci ayant quittée la ville deux jours plus tôt, s'installant cependant en périphérie.
Le maire de Dniproroudne, Yevhen Matveyev, est arrêté le 13 mars par des soldats russes selon Oleksandr Starukh. Il avait auparavant rejoint les manifestations du « bouclier vivant » contre l'occupation russe de la région le 27 février. Les forces russes ont également commencé à imposer leur autorité dans l'oblast de Kherson, imposant des restrictions à Nova Kakhovka, Kakhovka et Tavriisk. Une colonne des forces russes entre à Skadovsk dans l'après-midi s'installe en périphérie. Vitali Kim affirme que 200 véhicules des forces russes ont été détruits à l'aide d'artillerie et encerclés près de Vassylivka, dans les environs de Melitopol. Le quartier général russe aurait également été détruit.
Le 14 mars, une frappe aérienne russe sur Snihurivka à 6 h 0 tue un civil et endommage cinq bâtiments, selon le Service d'urgence de l'État. Selon le conseil municipal de Marioupol, 2 357 civils ont été tués pendant le siège de la ville.
Les forces russes annoncent le 15 mars la capture de la totalité du territoire de l'oblast de Kherson. Plus tard, la Force aérienne ukrainienne a de nouveau frappé la base aérienne militaire de l'aéroport international de Kherson, détruisant plusieurs hélicoptères russes. Gennady Korban, chef de l'état-major des forces de défense territoriales de oblast de Dnipropetrovsk, déclare que la région est préparée pour une offensive russe contrairement aux oblasts de Kherson et de Zaporijjia. Il ajoute que les forces russes sont déployées dans les localités de Velyka Oleksandrivka, Novovorontsovka et Arkhanhelske.
Les navires de débarquement de la marine russe s'approchent de la côte d'Odessa en trois groupes, impliquant notamment le navire de débarquement de la classe Ivan Gren Pyotr Morgunov. Des avions de chasse et des navires de guerre russes attaquent des localités de l'oblast d'Odessa pendant la journée selon des responsables ukrainiens. Les attaques contre l'une des localités dans la matinée ont fait deux blessés.

### Contre-offensive ukrainienne de 2022
Le 16 mars, les forces russes ont ciblé pour la première fois des zones civiles dans la ville de Zaporijjia, avec des roquettes frappant la Gare de Zaporijia-II. La ville servit de premier accueil sûr pour les réfugiés fuyant Marioupol. Oleksandr Yakovlev, le maire de Skadovsk, est arrêté par des soldats russes dans la journée, avant d'être relâché quelques heures plus tard. Le maire de Melitopol, Ivan Fedorov, est également libéré. Certains responsables ukrainiens affirment qu'il a été libéré à la suite d'une « opération spéciale »,,. Cependant, d'après l'attachée de presse du président ukrainien Zelensky, Darya Zarivnaya, le maire a été échangé contre neuf conscrits russes capturés par les forces ukrainiennes.
Selon le gouvernement ukrainien, ses forces ont lancé une contre-offensive près de Mykolaïv en direction de Kherson et affirme avoir capturé la ville de Posad-Pokrovske. Le contrôle ukrainien de la ville sera confirmé de manière indépendante cinq jours plus tard.
Le 20 mars, la Russie ayant complètement encerclé Marioupol, exige une reddition complète de la ville, à laquelle Zelensky répond d'un refus direct.
Le 24 mars, les forces russes entrent dans le centre de Marioupol, s'emparant notamment d'une église. Selon l'administration municipale, les Russes tentent de démoraliser les habitants en communiquant publiquement des revendications de victoires russes, y compris des déclarations selon lesquelles Odessa a été capturée.
Le 27 mars, alors que les forces russes entament la deuxième phase de leur invasion de l'Ukraine, la vice-première ministre ukrainienne, Olha Stefanychyna, déclare que Marioupol « n'existe tout simplement plus », les objectifs de la Russie « n'ont rien à voir avec l'humanité ». Elle résume : « Ils (les habitants de Mariupol) n'ont accès à l'eau, à aucun approvisionnement alimentaire, à quoi que ce soit. Plus de 85% de la ville est détruite ».
Le 10 avril, les forces ukrainiennes ont fait des progrès significatifs et repoussé l'armée russe dans la zone autour de Kherson, gagnant du terrain à Osokorkivka et Oleksandrivka. Les contre-attaques russes échouent à reprendre le territoire perdu, tandis que l'Ukraine continue à harceler les aérodromes russes locaux. La contre-offensive ukrainienne met la Russie sur la défensive dans le sud de l'Ukraine, l'obligeant à se concentrer sur la fortification de Kherson et l'amélioration de ses défenses aériennes. Les guérilleros commencent également à attaquer des cibles russes dans le sud, notamment un groupe opérant apparemment à Melitopol. Le 18 avril, la 80e brigade d'assaut aérien ukrainienne affirme avoir repris un certain nombre de villages près de Mykolaïv. Deux jours plus tard, la Russie contre-attaque et obtient quelques territoires dans les environs d'Oleksandrivka.
Le 3 juin, le lieutenant colonel du 18e bataillon de la 35e brigade d'infanterie de marine des forces armées ukrainiennes Sergei Derduga est tué par balles dans un affrontement avec les forces Russes,,.
Le 17 juillet, les forces russes conduisent une frappe de missiles sur le centre de commandement d'un bataillon de la 59e brigade d'infanterie motorisée dans l'agglomération de Mykolaïv. Plus de quarante militaires ukrainiens seraient morts dans l'attaque dont le commandant de ce bataillon le lieutenant colonel Andrey Nevydanchuk et le capitaine Vadim Gavrilyuk,.
À partir du 20 juillet il est à noter une augmentation des frappes en profondeur de la part des ukrainiens autour de la ville de Kherson grâce à l'utilisation des systèmes Américains HIMARS. Plusieurs dépôts de munitions et ponts très importants pour le ravitaillement de la ville sont frappés, dont le pont d'Antonivka. Pour autant, les ukrainiens ne réussissent pas à détruire complètement ces ponts et les Russes parviennent à installer des ponts flottants pour pallier en partie ce problème,,. Le 23 juillet plusieurs officiels ukrainiens de la région de Kherson annoncent une contre offensive majeure dans la région. Le même jour le colonel Vitaly Gulayev, commandant de la 28e brigade mécanisée des forces armées Ukrainiennes, est tué dans une frappe de roquettes dans la région de Kherson,,. On note également une forte intensification de la campagne aérienne russe dans la région, chaque jour plusieurs dizaines de missiles sont tirés sur les régions de Mykolaïv et d'Odessa (plus de 60 sur le seul raïon de Mykolaïv le 4 août),,.
Début août certains rapports indiquent que les russes amènent des quantités importantes de renforts et matériel dans la région de Kherson. Au 5 août, la contre offensive ukrainienne se poursuit depuis mais celle ci n'a réussi qu'à sécuriser des gains mineurs. Le même jour la mort du colonel ukrainien Rouslan Popov est rapporté, il faisait partie du renseignement militaire et est mort lors d'une opération spéciale dans le sud du pays.
Le 29 août, l'Ukraine lance une offensive sur le front de Kherson. Pendant une période de trois jours du 2 au 4 octobre, l'Ukraine libère 11 localités dans le nord de Kherson. Le 25 octobre, le président Zelensky jure de reprendre la Crimée.
Le 9 novembre, la Russie annonce le retrait des troupes de Kherson alors que les troupes ukrainiennes sont sur le point d'entrer à Snihourivka. Deux jours plus tard, les troupes ukrainiennes font leurs entrées dans la ville de Kherson et sont accueillies par des foules de citoyens ukrainiens scandant Gloire à l'Ukraine, exprimant leur gratitude en soulevant des soldats et en agitant des drapeaux ukrainiens,.

### Seconde impasse et retranchement russe

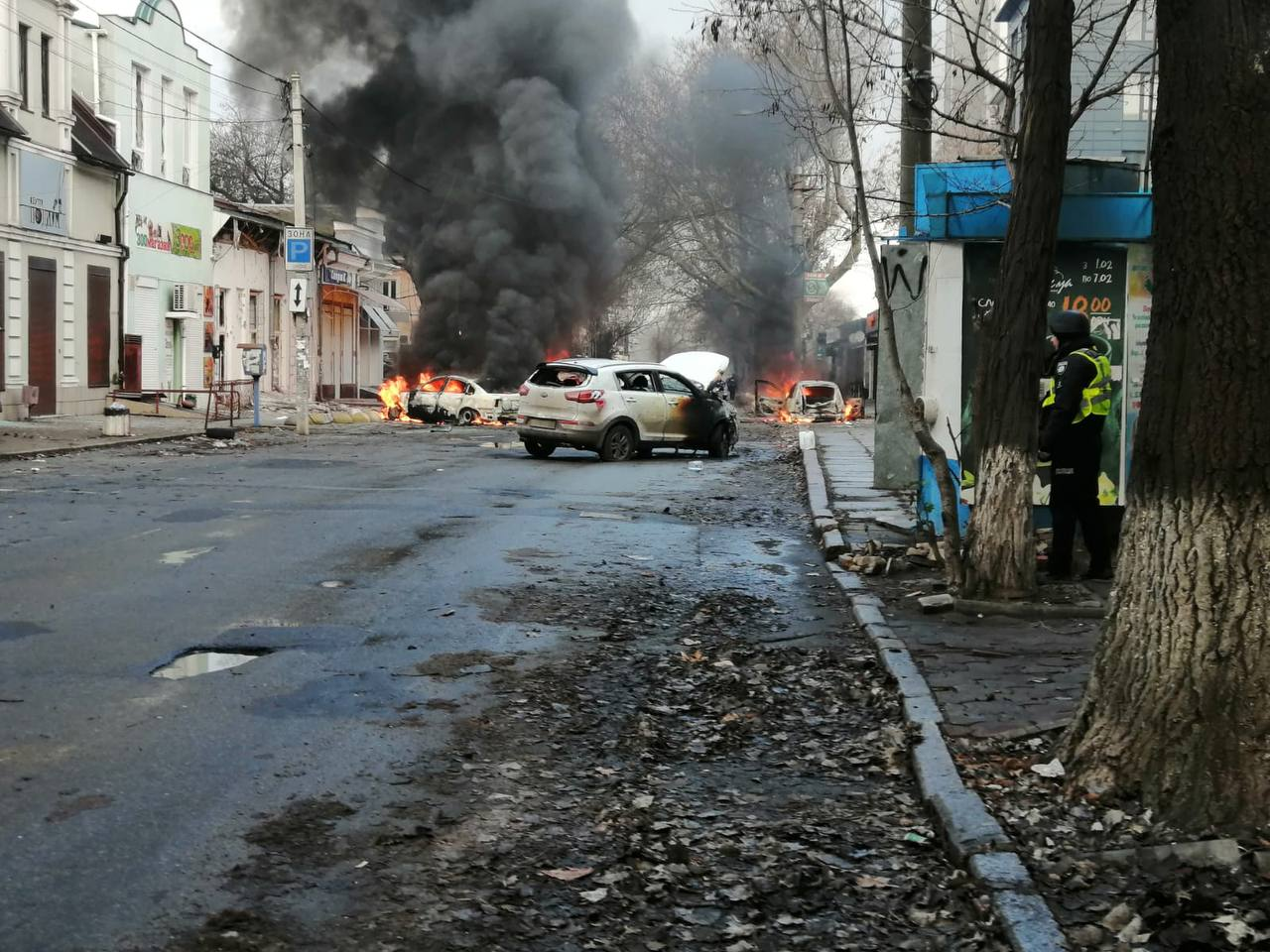
Conséquences du bombardement russe de la ville de Kherson, le 24 décembre 2022.

En décembre 2022, à la suite de précédentes offensives réussies, les spéculations parmi les analystes et les médias occidentaux sur une éventuelle campagne ukrainienne pour reprendre la Crimée ont abondé. En cas d'une telle offensive, les observateurs et les analystes ont suggéré que l'Ukraine pourrait attaquer le long du front de Zaporijjia et avancer vers la ville stratégique de Melitopol pour couper le « pont terrestre vers la Crimée » de la Russie. Tout au long du mois, la Russie renforce ses lignes de défense dans le sud de l'Ukraine, en particulier le long des fronts de Zaporijjia et de Kherson. Les attaques contre les « collaborateurs » et les agents russes par des partisans et des saboteurs ukrainiens apparents se poursuivent dans ces zones.
Le 23 décembre, le maire ukrainien de Melitopol, Ivan Fedorov, déclare que les Russes transforment la ville en une forteresse, dotée de défenses faites de dents de dragon. Pendant ce temps, l'imagerie satellite montre des tranchées établies par les Russes autour des périmètres de Tokmak dans l'oblast de Zaporijjia, considérée comme une ville stratégique à l'approche de Melitopol.
Le 15 mai 2023, les services de renseignement militaires ukrainiens estiment que les Russes ont stationné 152 000 soldats dans les oblasts de Kherson et de Zaporijjia en prévision d'une éventuelle contre-offensive ukrainienne.

### Enlisement et échec de la contre-offensive de 2023
Début juin 2023, les forces ukrainiennes lancent une autre contre-offensive sur le front sud, en se concentrant sur plusieurs directions, dont Orikhiv et Velyka Novossilka, qui sont situées respectivement dans l'est de l'oblast de Zaporijjia et l'ouest de l'oblast de Donetsk. Le 11 juin, l'Ukraine annonce avoir libéré les localités de première ligne de Neskuchne, Blahodatne, Storojeve, Makarivka et Novodarivka.
Une série d'affrontements militaires pour le contrôle du village de Robotyne et de ses environs durant la contre-offensive ukrainienne de 2023 se déroule du 8 juin au 28 août 2023, et se solde par la capture du village par l'armée ukrainienne, qui n'arrive toutefois pas à exploiter cette victoire et percer les lignes de défenses russes en profondeur.
Tout au long du mois d'octobre 2023, les combats se poursuivent sans que les ukrainiens ne réalise pas de progrès significatifs. Fin octobre, les observateurs et les médias considèrent que la contre-offensive est un échec. Début novembre, le général Valeri Zaloujny lui-même fait cet aveu ; les forces ukrainiennes n'ont pas atteint la ville de Tokmak, décrite comme un « objectif minimum » par le général ukrainien Oleksandr Tarnavsky, et l'objectif initial d'atteindre la mer d'Azov pour diviser les forces russes dans le sud de l'Ukraine a également échoué,,.
Alors que les eaux du Dniepr entament une lente décrue, l’Ukraine tentent de reprendre ses incursions sur le fleuve à plus grande échelle. En décembre 2023, l'armée ukrainienne prend pied sur la rive gauche au village de Krinky.
En février 2024, après plusieurs mois de stabilisation du front Sud, l’armée ukrainienne indique qu’elle affronte des « tirs nourris » de la part des forces russes à l’offensive dans la région de Zaporijjia, principalement à Robotyne. Des images géolocalisées publiées le 19 février indiquent que les forces russes ont récemment avancé vers la périphérie ouest du village. Selon l'ISW au 24 février 2024, les forces russes ont pénétré dans la localité, des engagements de position auraient lieu près de Verbove (à l'est de Robotyne) et de Mala Tokmatchka (au nord-est de Robotyne et au sud-est d'Orikhiv).